# ماركوس جويلهيرمي
ماركوس جويلهيرمي (بالبرتغالية: Marcos Guilherme‏) (مواليد 5 أغسطس 1995) لاعب كرة قدم برازيلي يجيد اللعب في الجناح لعب سابقاً مع نادي الوحدة السعودي .

## الوحدة
في عام 2018 أعلن نادى الوحدة السعودي تعاقده رسميًّا معه في إطار خطة إدارة النادي خطوط الفريق الصاعد حديثًا للدوري .

## روابط خارجية
- ماركوس جويلهيرمي على موقع الاتحاد الدولي (مؤرشف)  (الإنجليزية)
- ماركوس جويلهيرمي على موقع رابطة كرة القدم اليابانية للمحترفين (اليابانية)
- ماركوس جويلهيرمي على موقع قاعدة بيانات كرة القدم.إي يو (الإنجليزية)
- ماركوس جويلهيرمي على موقع Soccerway.com (الإنجليزية)
- ماركوس جويلهيرمي على موقع عالم كرة القدم.نت (الإنجليزية)